# Yangzhou Sports Center Gym
Das Yangzhou Sports Center Gym ist eine Mehrzweckhalle in Yangzhou.
Die Halle bietet 5500 Zuschauern Platz.
Das Yangzhou Sports Center Gym war Austragungsort der 10. Nationalspiele 2005, der Asian Table Tennis Championship 2007 und der National Taekwondo Champions 2007. Es ist einer der Austragungsorte der Handball-Weltmeisterschaft der Frauen 2009.
Koordinaten: 30° 18′ 59,3″ N, 120° 23′ 23,9″ O